# ヒドロキシリシン
ヒドロキシリシン (Hydroxylysine) は、化学式 C6H14N2O3 のアミノ酸である。リシンがビタミンCの関与でヒドロキシル化することによって生成する物質で、コラーゲンの構成要素として広く知られている。
体内では、リシルヒドロキシラーゼによる酸化でリシンから合成される。